# 독일-프랑스 관계
독일-프랑스 관계(독일어: Beziehungen zwischen Frankreich und Deutschland, 프랑스어: Relations Franco-Allemandes)는 독일과 프랑스의 양자 관계를 설명한다. 두 국가는 유럽 연합의 주요 국가이며, 북대서양 조약 기구 회원국이고, G7 국가로서 긴밀한 관계를 공유한다.

## 역사
서유럽이라는 위치에서 지역 강국이라는 점과 지리적 인접함으로 인하여 두 국가는 상당한 역사를 공유한다. 때로는 침략국으로, 때로는 우방국으로서 활동하며 서로에게 적지 않은 영향을 주었다.

### 프랑크 왕국의 분할
로마 제국 시절에는 프랑스 지역은 갈리아라고 불리며, 로마 제국에 복속되었지만, 독일 지역은 게르마니아라고 불리며 완전하게 복속되지는 못했다. 서로마 제국에도 독일은 완전하게 로마에 동화되지 못했다. 프랑크 왕국은 독일과 프랑스를 동시에 지배한 최초 국가이다. 프랑크 왕국이 서프랑크 왕국과 중프랑크 왕국 및 동프랑크 왕국으로 분리되며, 오늘날의 프랑스와 독일이라는 주체의 모태가 처음으로 등장한다.

### 부르봉가와 합스부르크가
중세 시대에는 프랑스 왕국의 부르봉가와 신성 로마 제국의 합스부르크가로 대립하였고, 30년 전쟁 당시 전투를 벌였다. 프랑스와 독일의 전신 국가 중 하나인 프로이센 왕국은 프로이센-프랑스 전쟁을 벌이는 등 경쟁을 하였다. 오늘날 프랑스의 동부 지방인 알자스와 로렌은 이전에 알자스-로렌 지방으로서 독일과 프랑스 간 영토 경쟁이 자주 일어나는 지방이었다. 제국주의가 만연하던 시절 두 국가는 아프리카에 식민지를 건설하는 등 유럽의 제국주의 국가로서 비슷한 면모를 보였다.

### 프랑스 혁명과 대프랑스 동맹 결성
신성 로마 제국과 프랑스가 대립한 30년 전쟁(1618~48년)을 종결짓는 베스트팔렌 조약(1648년)에서 신성 로마 제국은 영토를 잃고, 프랑스는 영토를 획득하였다. 프랑스 혁명에 대항하여 잉글랜드가 주도한 제1차 대프랑스 동맹(1793)에 프로이센 왕국도 동참하였다. 그러나, 러시아가 폴란드방면으로 적극 진출하고, 프랑스가 네덜란드를 함락(1795년 1월)하자 프로이센은 프랑스와 화해하는 길을 택하였다. 이에 따라 프로이센은 프랑스와 바젤 조약을 체결(4월 5일)함으로써 연합전선에서 이탈하였다. 동 조약에 의하여 프로이센은 라인 강 이서(以西) 지역인 라인란트가 프랑스에 합병됨을 인정하고 그 대가로 프랑스군 점령 지역이었던 라인 강 이동(以東)의 교회영지는 세속화되어 프로이센에 반환되었다. 그리고, 프로이센은 폴란드 분할에 집중할 수 있게 되었다. 프로이센은 이때부터 10년간 계속 중립을 지키게 되었다.
브뤼메르 18일 쿠데타(1799)로 권력을 잡은 나폴레옹 보나파르트는 독일의 서남쪽 여러 연합체를 합쳐 친 나폴레옹의 라인 동맹을 만들었다.(1805.7.) 그러자 중립적 입장을 지키고 있었던 프로이센은 라인 동맹의 성립으로 인해 나폴레옹의 패권이 중부 독일에까지 미치게 되자, 1806년 7월 영국 · 러시아 · 스웨덴 등과 더불어 제4차 대프랑스 동맹을 결성하고, 10월 9일 프랑스에 선전포고를 하였다. 그러나 10월 14일 예나-아우어슈테트 전투에서 프로이센군은 괴멸적인 타격을 입었다. 예나에서 프랑스군 주력이 프로이센군 후위부대를 격파하고, 아우어슈타트에서 프로이센군 주력이 2배의 병력을 갖추고, 다부 군단에게 공격을 가했으나 격퇴 당했다. 프랑스군은 추격에 나섰고, 10월 27일 베를린에 입성하였다. 11월 21일 나폴레옹은 베를린에서 대륙봉쇄령(《베를린 칙령》)을 발표했다. 프랑스군은 프로이센 국왕 프리드리히 빌헬름 3세를 추적하여 동프로이센으로 향했다. 프랑스군과 프로이센을 구원하러 온 러시아군 사이에 아일라우 전투(1807년 2월 7일~8일)가 벌어졌다. 눈바람속의 전투는 양군 모두 적지 않은 사상자가 속출했고, 결판은 나지 않았다. 그 후 프랑스군은 체제를 정비하고, 6월 14일 프리틀란트 전투에서 러시아군을 포착하여 격멸시켰다. 
그 결과, 프랑스 제국과 러시아 제국 간에(7월 7일) 및 프랑스 제국과 프로이센 왕국 간에(7월 9일) 각각 틸지트 조약이 체결되었다. 이 조약으로 프로이센은 엘베강 서쪽의 영토를 잃고 거액의 배상금을 지불해야 했다. 또한, 프로이센의 옛 영지에는 베스트팔렌 왕국이 설치(1805)되고, 나폴레옹의 동생 제롬 보나파르트가 왕위에 올랐다. 한편 굴욕적인 패배를 겪은 프로이센은 철학자 피히테가 〈독일국민에게 고한다〉라는 강연을 시작하고, 또 게르하르트 폰 샤른호르스트와 아우구스트 나이트하르트 폰 그나이제나우에 의해 군제개혁이 실시되었다.

### 프랑스-프로이센 대립
러시아 원정(1812)에서의 프랑스의 대패를 목격한 유럽 각국은 일제히 반 나폴레옹의 기치를 내걸었다. 처음으로 움직인 것이 프로이센이었으며, 주변 나라들에게 호소하여 제6차 대프랑스 동맹을 결성(1813년 2월)하였다. 러시아 원정으로 수십만의 군사를 잃은 나폴레옹은 강제적으로 청년들을 징집하였다. 1813년 봄, 변변찮은 군대로도 나폴레옹은 프로이센 · 오스트리아 · 러시아 · 스웨덴 등 동맹군과의 전투에서 승리를 거둔 후 휴전을 하였다. 
메테르니히와의 평화교섭이 불발된 후, 라이프치히 전투(1813년 10월 16~19일)에서는 동맹군에게 포위공격 당하여 대패한 후, 프랑스로 도망갔다. 이는 나폴레옹의 몰락을 초래하였다. 1814년에 정세는 한층 더 악화되어 프랑스 북동쪽에서는 슈바르트베르크와 게프하르트 레베레히트 폰 블뤼허의 연합군 25만이, 북서쪽에서는 베르나도트 장군의 16만이, 남쪽에서는 웰즈 리 장군의 10만 대군이 프랑스 국경으로 진격하여 대포위망을 구축하였다. 나폴레옹은 종전을 목적으로 퇴위를 하겠다고 했지만, 배신한 마르몽 원수 등에 의해 무조건 퇴위를 강요당하여, 결국 1814년 4월 16일 퐁텐블로 조약을 체결한 뒤 지중해의 작은 섬인 엘바섬으로 추방되었다. 
독일은 나폴레옹의 침략을 받은 뒤부터 민족주의가 높아져, 독일 연방이 결성되어 독일 통일 운동이 시작되었다. 프로이센 왕국이 라인란트를 시작으로 많은 영토를 획득하면서 대국으로 성장하게 되었다.

### 1차 및 2차 대전
제1차 세계 대전과 제2차 세계 대전 당시 양국은 적국으로서 치열하게 싸웠으며, 수 많은 사상자와 부상자를 발생시키는 등 상호간 피해가 막심하였다. 참호전이 만연하던 1차대전에는 프랑스의 동북부 지역이 서부 전선이 되면서 베르됭 전투와 솜 전투를 겪으며 황폐화되었다. 전쟁의 주범인 독일 또한 베르사유 조약에 의해 막대한 전쟁배상금을 지불하게 되었다. 독일의 침략에 따라 프랑스는 국경에 마지노선을 건설하였으며, 2차대전 당시 독일의 프랑스 점령은 비시 프랑스와 나치 독일에 대한 전시부역자라는 프랑스 내부의 문제를 발생시켰다. 독일 분단 당시 프랑스는 연합국의 일원이었으며, 독일의 재통일에 대해 부정적인 시각을 갖고 있기도 했다.

### 유럽 연합의 창립국
이러한 수 차례의 분쟁과 전쟁에도 불구하고, 냉전을 겪으면서 두 나라는 우방국의 관계를 발전시키게 된다. 유럽 석탄 철강 공동체 설립을 시작으로 유럽의 공동체, 더 나아가 유럽 연합의 탄생을 현실화하는데 두 나라의 화해와 협력의 시작은 매우 중요하였다. 현재 유럽 연합에 있어서 두 국가의 리더십은 매우 중요하게 작용하고 있다. 특히 유럽 연합의 유럽 연합의 경제에 있어서 두 국가의 존재는 그외 회원국들에게 핵심적이다. 국방 분야에서는 프랑스-독일여단을 조직 및 운영하며 양국 차원에서 공동 방위를 실현하고 있다. 특히 미중 패권 경쟁과 러시아-우크라이나 전쟁 등 유럽 연합의 입지가 위협을 받는 가운데, 두 국가는 유럽 연합을 이끄는 중요한 행위자가 되었다. 이와 함께 인권과 환경 분야에서 두 국가는 유럽 연합 역내 및 국제 사회에서 큰 영향력을 갖고 선도적인 역할을 수행 중이다. 
근대 독일의 성립 이후 보불전쟁, 1, 2차 세계 대전 등에서 독일과 대립하였으나, 전후에는 유럽 통합의 주도권을 놓고 경쟁 및 협력하는 관계에 있다. 

## 같이 보기
- 독일의 대외 관계
- 프랑스의 대외 관계